# Пристава-при-Местиню
Пристава-при-Местиню (словен. Pristava pri Mestinju) — поселення в общині Подчетртек, Савинський регіон, Словенія. Висота над рівнем моря: 204,4 м.